# ウェストミフリン (ペンシルベニア州)
ウェストミフリン（英: West Mifflin）は、アメリカ合衆国ペンシルベニア州のアレゲニー郡のにある町（ボロ）。人口は1万9589人（2020年）。ピッツバーグ中心街の南東にあり、同都市圏に属している。ボロの名称はトマス・ミフリンにちなんで名付けられた。ミフリンは初代ペンシルベニア州知事、連合会議第5代議長、アメリカ合衆国憲法署名者、およびアメリカ陸軍の初代主計総監だった。
ウェストミフリン・ボロは住宅地が多いが、アメリカでは最古クラスのアミューズメントパークであるケニーウッド・パークがある。その他の雇用主として、海軍の原子力推進技術の研究開発機関であるベティス原子力研究所、ウォルマート、サムズ・クラブ、モノレールのメーカーであるボンバルディア、USスチールのモンバレー工場アービン・プラント、アレゲニー郡コミュニティカレッジの南キャンパス、アレゲニー郡空港、など様々な企業と産業がある。

## 地理
アメリカ合衆国国勢調査局に拠れば、領域全面積は14.4平方マイル (37 km2)であり、このうち陸地14.2平方マイル (37 km2)、水域は0.3平方マイル (0.78 km2)で水域率は1.80%である。地形は丘陵と森が多く、東側境界はモノンガヒラ川が3か所で横切っている。昔から製鉄所のスラグやフライアッシュのような副産物を捨ててきた結果として、ボロの景観が変わって来た。

## 環境モニタリング
石炭の採掘が小さな水流の流れと水質に影響して来た。土地の開発社は土地の利用可能性を良くするために谷やその他小さな区画の土地を埋めて、平らな土地を造って来た。有毒廃棄物投棄地域はバイオレメディエーションによって水質を改善してモニターされている。ウェストミフリンは独自の下水処理施設を運営している。環境保護機関が環境法の規定に則り78の施設を監視している。アスベストの廃棄物や放射性廃棄物は1991年に規制されるようになった。

## 周辺の町
ウェストミフリン・ボロの北は、ピッツバーグ市の地区であるリンカーン・プレースとヘイズ、マンホール・ボロ、ウィテカー・ボロ、東はドゥーケイン市、南東はドラボスバーグ・ボロ、南はジェファーソンヒルズ・ボロとプレザントヒルズ・ボロ、西はボールドウィン・ボロと接している。

## 人口動態
以下は2000年国勢調査による人口統計データである。
| 基礎データ - 人口: 22,464 人 - 世帯数: 9,509 世帯 - 家族数: 6,475 家族 - 人口密度: 612.5人/km2（1,586.2 人/mi2） - 住居数: 9,966 軒 - 住居密度: 271.7軒/km2（703.7 軒/mi2） 人種別人口構成 - 白人: 89.64% - アフリカン・アメリカン: 8.85% - ネイティブ・アメリカン: 0.12% - アジア人: 0.25% - 太平洋諸島系: 0.06% - その他の人種: 0.25% - 混血: 0.84% - ヒスパニック・ラテン系: 0.57% 年齢別人口構成 - 18歳未満: 21.5% - 18-24歳: 6.9% - 25-44歳: 26.2% - 45-64歳: 23.8% - 65歳以上: 21.6% - 年齢の中央値: 42歳 - 性比（女性100人あたり男性の人口） - 総人口:89.4 - 18歳以上: 84.3 | 世帯と家族（対世帯数） - 18歳未満の子供がいる: 26.8% - 結婚・同居している夫婦: 50.6% - 未婚・離婚・死別女性が世帯主: 13.7% - 非家族世帯: 31.9% - 単身世帯: 29.0% - 65歳以上の老人1人暮らし: 15.3% - 平均構成人数 - 世帯: 2.35人 - 家族: 2.89人 収入と家計 - 収入の中央値 - 世帯: 36,130米ドル - 家族: 46,192米ドル - 性別 - 男性: 36,984米ドル - 女性: 26,529米ドル - 人口1人あたり収入: 18,140米ドル - 貧困線以下 - 対人口: 10.2% - 対家族数: 8.8% - 18歳未満: 16.6% - 65歳以上: 9.1% |

失業率は6%を少し超えている。

## ボロ政府
ボロ政府は現在の法典と委員会で統治されている。立法委員会委員の年給は4,125ドルである。

### 緊急対応
救急医療
救急医療サービスはボールドウィン・プレザントヒルズ・ウェストミフリン救急医療サービス・ステーションが担当している。
消防
ウェストミフリンの消防団は次の通りである。
- ホームビル・ボランティア消防団1号ステーション 293、グリーンスプリングス・アベニュー
- ドゥーケイン・アネックス消防団2号ステーション 294、ペンシルベニア・アベニュー
- ボランティア消防団3号ステーション 295、ロデオ・ドライブ
- スカイビュー・ボランティア消防団4号ステーション 296、ノーブル・ドライブ

### 警察
ウェストミフリン警察署はレバノン道路1020に本部がある。常勤の州が認証した警察官が24時間ボロを守っている。捜査部、パトロール部、K-9部隊など幾つかの部門がある。薬物のタスクフォース、児童の薬物汚染防止教育、高校生を対象とするプログラムなどの任務がある。火事や救急医療に派遣されることもある。この場合は救急医療派遣訓練を受けている者が担当する。

## 教育
ウェストミフリン・ボロ内には11個の学校がある。公立が7校、私立が4校である、ウェストミフリン公共教育はウェストミフリン地域教育学区の1学区である。ウィテカー・ボロやドゥーケイン市の生徒もウェストミフリン地域教育学区の学校に入学している。
| 校名                                     | 対象学年         | 位置                           | 児童生徒数（人） | 種   |
| ---------------------------------------- | ---------------- | ------------------------------ | ---------------- | ---- |
| カルバリー・バプテスト予備学校 & 幼稚園  | 保育から幼稚園   | アンボーン・ドライブ120        | 7                | 私立 |
| クララ・バートン小学校                   | 幼稚園から5年生  | ビバリー・ドライブ764          | 222              | 公立 |
| ホームビル小学校                         | 幼稚園から5年生  | エリザ通り4315                 | 395              | 公立 |
| ニューエマーソン小学校                   | 幼稚園から5年生  | ペンシルベニア・アベニュー1922 | 287              | 公立 |
| ニューイングランド小学校l                | 幼稚園から5年生  | クレアトン道路2000             | 228              | 公立 |
| セントアグネス学校l                      | 就学前から8年生  | セントアグネス・レーン653      | 119              | 私立 |
| ウォルナット・グローブ・クリスチャン学校 | 就学前から6年生  | アダムズ・アベニュー44         | 251              | 私立 |
| ウィルソン・クリスチャン・アカデミー     | 就学前から12年生 | クレアトン道路1900             | 251              | 私立 |
|                                          |                  |                                |                  |      |
| ウェストミフリン中学校                   | 6年生-8年生      | コモンウェルス・アベニュー91   | 641              | 公立 |
| ウェストミフリン地域高校                 | 9年生-12年生     | コモンウェルス・アベニュー91   | 1162             | 公立 |

ペンシルベニア州職業訓練校がウェストミフリンにある。